# 村上光鵄
村上 光鵄（むらかみ こうし、1940年 - ）は、日本の法学者。元裁判官、弁護士。大東文化大学法科大学院特任教授。元東京高等裁判所長官代行。娘はフジテレビ報道記者の村上真理子。

## 経歴

### 学歴
- 1958年 福井県立乾徳高校（現 福井県立福井商業高等学校）卒業
- 1963年 京都大学法学部卒業
- 1965年 京都大学大学院法学研究科修士課程修了（法学修士）

### 職歴
- 1965年 司法研修所入所（19期）
- 1967年 東京地方裁判所判事補
- 1973年 裁判所書記官研修所（現 裁判所職員総合研修所）教官
- 1973年 裁判所事務官採用試験委員
- 1979年 司法研修所教官
- 1979年 司法修習生考試委員
- 1983年 東京地方裁判所判事
- 1984年 最高裁判所刑事局第2課長
- 1984年 簡易裁判所判事採用試験委員
- 1984年 最高裁刑事規則制定諮問委員幹事
- 1986年 最高裁判所刑事局第1課長兼第3課長
- 1988年 東京地方裁判所部総括判事
- 1989年 司法研修所教官
- 1993年 司法研修所上席教官
- 1997年 佐賀地方裁判所家庭裁判所所長
- 1999年 東京高等裁判所長官代行・部総括判事
- 2005年 退官
- 2005年 京都大学大学院法学研究科教授
- 2005年 弁護士登録
- 2005年 TMI総合法律事務所客員弁護士
- 2008年 横浜国立大学大学院国際社会科学研究科客員教授
- 2009年 大東文化大学大学院法務研究科（法科大学院）特任教授

## 社会的活動
- 1980年 司法試験第二次試験考査委員（刑法）
- 2001年 日本弁護士連合会懲戒委員
- 2002年 法曹会理事
- 2006年 司法試験第二次試験考査委員（憲法）
- 2008年 日本商事仲裁協会商事仲裁人
- 2008年 ミネベア株式会社社外取締役、独立委員会委員

## 著書
- 『大コンメンタール刑法（第二版）』（青林書院、1999年）